# Alidada

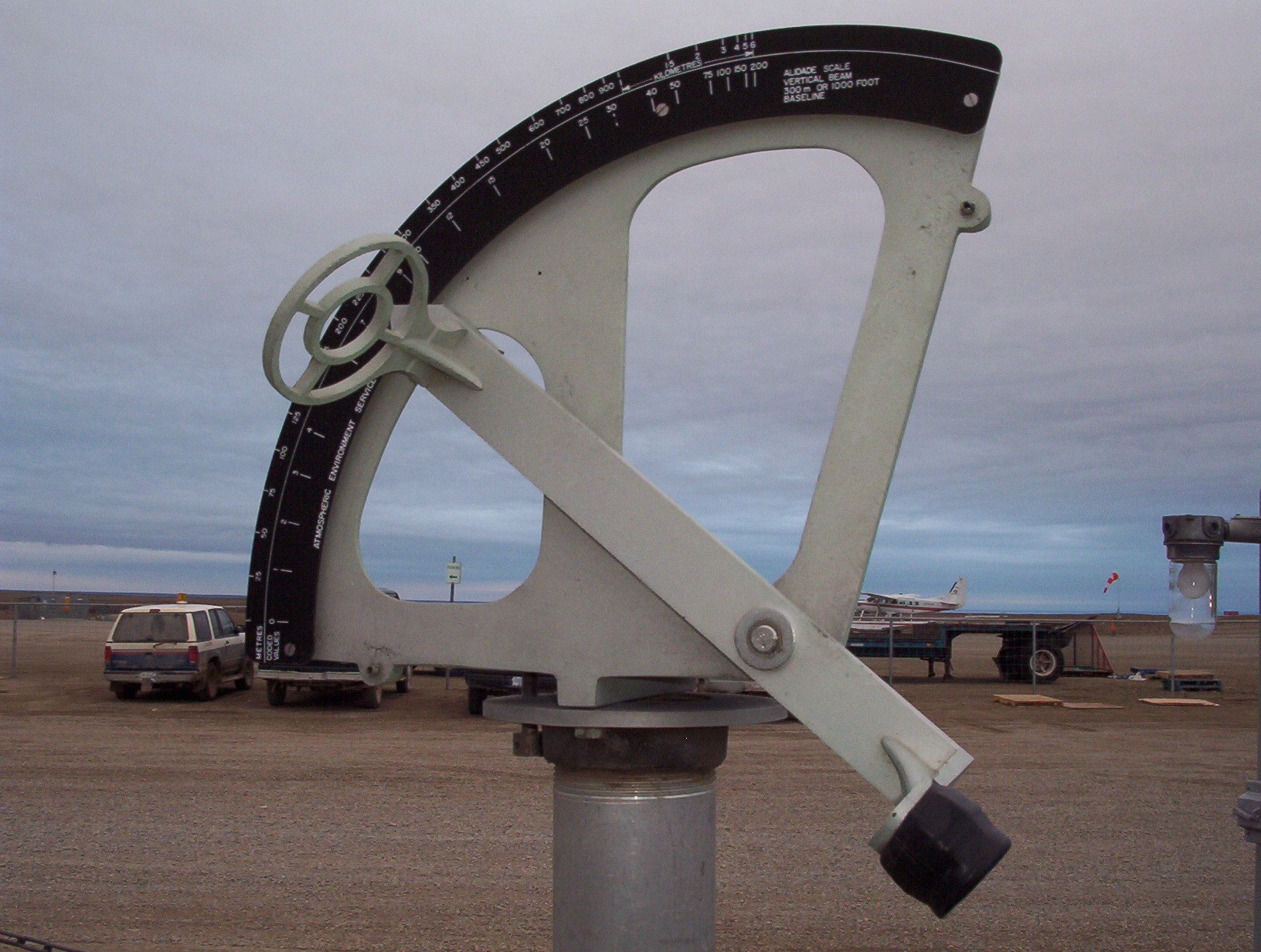
Alidada.

Una alidada és un regle que pot girar al voltant de l'eix vertical o horitzontal d'un instrument per a mesurar angles. Aquest regle està equipat amb un sistema de mira que pot ser una ullera o una pínula a cada extrem. És un dispositiu que permet albirar un objecte distant i utilitzar la línia de visió per realitzar una tasca. Aquesta tasca pot consistir, per exemple, en triangular un mapa a escala in situ utilitzant un dibuix de planxeta de línies d'intersecció a la direcció de l'objecte a partir de dos o més punts o mesurar l'angle i la distància horitzontal a l'objecte a partir de la mesura polar d'algun punt de referència. Els angles mesurats poden ser horitzontals, verticals o en qualsevol pla escollit. L'alidada s'utilitza en obres públiques i en navegació per orientar-se o en artilleria per fixar l'eix del canó de l'arma.

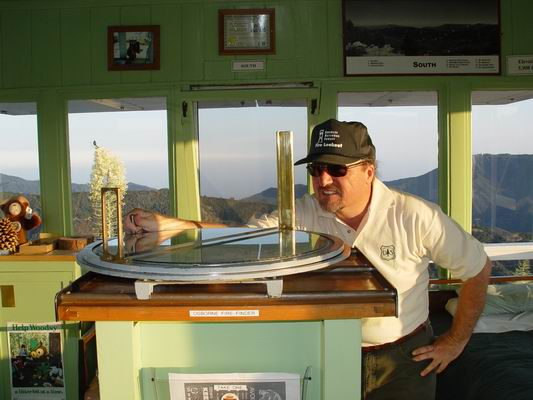
Guaita forestal utilitzant una alidada

El regle de l'alidada formava part originalment de molts tipus d'instruments científics i astronòmics. En una època, algunes alidades, especialment les que utilitzaven graduacions circulars com en els astrolabis, també eren anomenades «dioptres». Amb la tecnologia moderna, el nom s'aplica a instruments complets, com ara la “alidada de planxeta”.

## Orígens

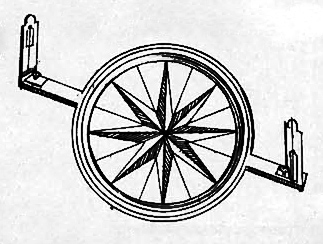
Exemple d'una alidada a un circumferentor. Pres de la Table of Surveying Cyclopaedia, volum 2, 1728.

La paraula àrab ( الحلقة العضدية al-ḥilqa al-ʿaḍudiyya, 'la regla') designa aquest dispositiu. En grec se l'anomena δίοπτρα [díoptra], i en llatí, linea fiduciae('línia fiducial').
Per tal d'apuntar a una estrella, només cal materialitzar un feix de llum quan arriba: la línia així traçada és una alidada. Hiparc (190-120 a. C.) va millorar la seva precisió usant pínules. Històricament ―abans de la invenció del telescopi el 1609, i el seu ús per Galileu (1464-1542) en astronomia el 1610― es feien servir pínules alidades: Tycho Brahe (1446-1501) és sens dubte l'últim i un dels més grans observadors del cel amb l' alidada pinnae; va aconseguir donar una precisió de l'ordre d'un minut d'angle.
L'ocular de Christiaan Huygens, amb la seva retícula, representa un progrés immens; després Adrien Auzout (1622-1691) permetrà, mitjançant el seu intel·ligent ajust del micròmetre amb filferros ajustables, assolir els segons d'arc: la precisió està llavors limitada per motes ( speckle en anglès), explicades per motes d'interferometria, i no per difracció de Airy.
És possible eliminar aquest efecte si es col·loca l'instrument en òrbita, en un satèl·lit artificial. La missió Hipparcos va mesurar els angles amb una precisió de mil·lisegon d'arc.
Les alidades més antigues consistien en una barra, vareta o component similar amb una paleta a cada extrem. Cada paleta (també anomenada pinnule o pinule) té un orifici, ranura o un altre indicador a través del qual es pot veure un objecte distant. També hi pot haver un punter o punters a l'alidada per indicar una posició en una escala. Les alidades estaven fetes de fusta, ivori, llautó i altres materials.

## Alidades antigues

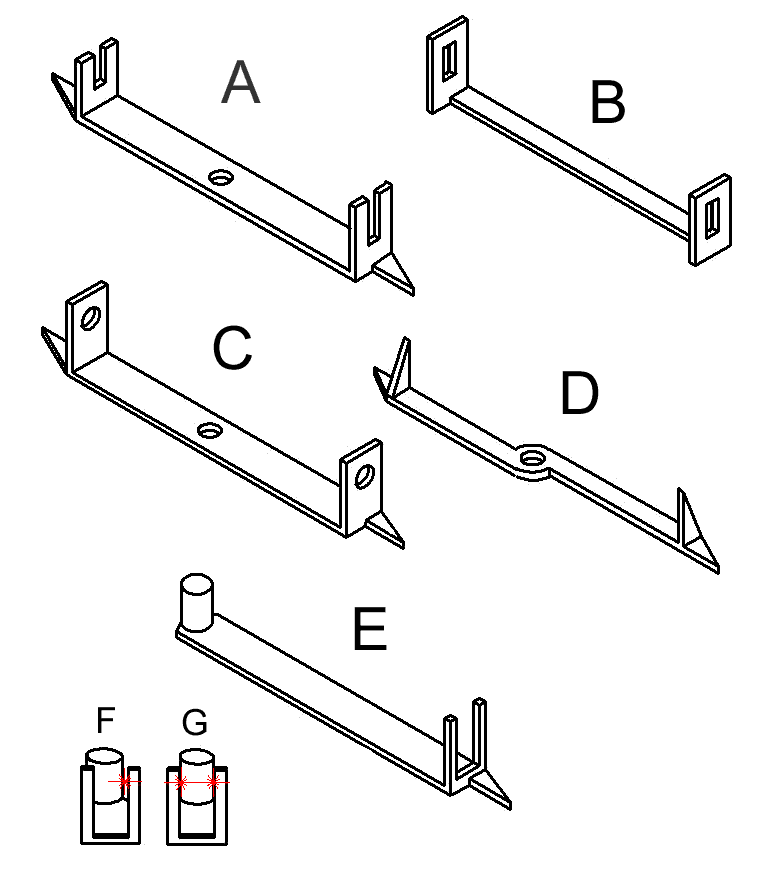
Diversos exemples de tipus d'alidada.d'astrolabi.

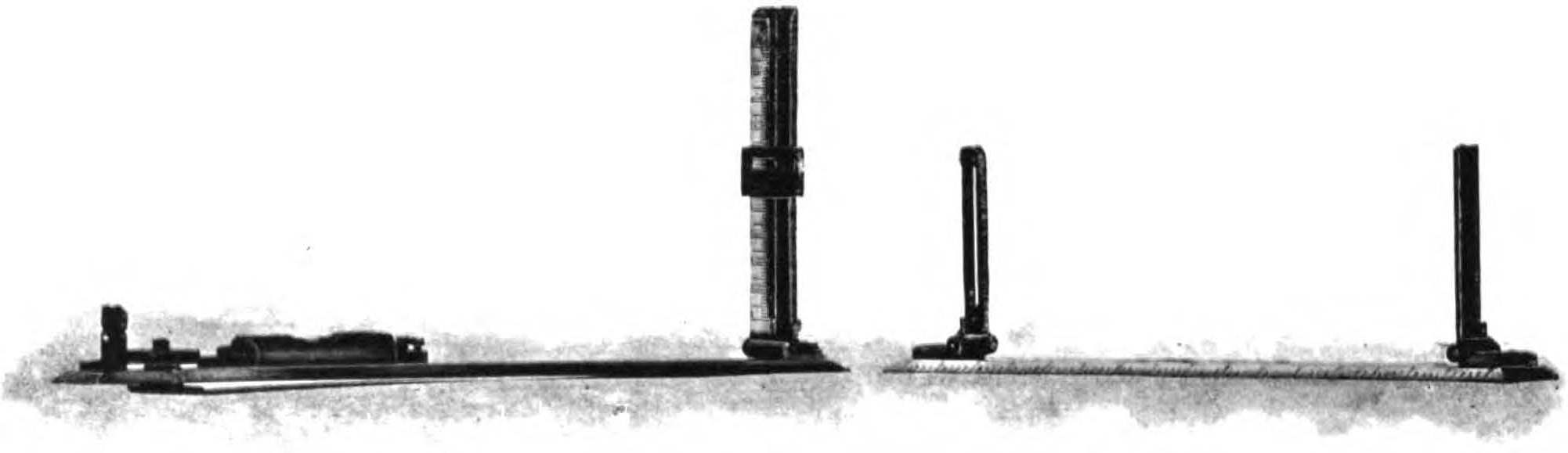
Alidada de taula plana transversal, c. 1898

La figura de l'esquerra conté dibuixos que intenten mostrar les formes generals de diverses alidades que es poden trobar a molts instruments antics. Les alidades d'aquesta mena podrien ser molt més decoratives, revelant tant el talent artístic del creador com les seves habilitats tècniques. A la terminologia de l'època, s'anomena vora fiducial a la vora d'una alidada on es llegeix una escala o es traça una línia.
Alidada B: al diagrama mostra una barra plana recta amb una paleta a cada extrem. No es fan servir punters. Les paletes no estan centrades a la barra sinó desplaçades de manera que la línia de visió coincideixi amb la vora de la barra.
Les paletes tenen un orifici rectangular a cadascuna amb un filferro fi sostingut verticalment a l'obertura. Per utilitzar l'alidada, l'usuari mira un objecte i l'alinea amb els cables a cada paleta. Aquest tipus d'aliat podria trobar-se en una taula plana, grafòmetre o instrument similar.
Les alidades A i C són similars a les B però tenen una esquerda o un orifici circular sense filferro. Al diagrama, les obertures tenen una mida exagerada per mostrar la forma; serien més petits en una alidada real, potser 2 mm aproximadament d'amplada. Un pot mirar a través de les obertures i alinear-les amb l'objecte d'interès en la distància. Amb una obertura petita, l'error en observar l'objecte és petit. Tot i això, si s'observa un objecte tènue, com una estrella, a través d'un petit forat, la imatge és difícil de veure.
Aquest formulari es mostra al diagrama amb punters. Aquests es poden utilitzar per llegir un angle en una escala gravada al voltant de la vora exterior (o extremitat ) de l'instrument. Les alidades d'aquesta forma es troben en astrolabis, astrolabis de mariner i instruments similars.
Alidada D té paletes sense obertures. En aquest cas, s'observa l'objecte i es gira l'aliat fins que les dues paletes oposades eclipsen simultàniament l'objecte. Amb habilitat, aquest tipus d'alidada pot produir mesures molt precises. En aquest exemple, es mostren punters.
Alidada E és una representació d'un disseny molt interessant de Johannes Hevelius. Hevelius va seguir els passos de Tycho Brahe i va catalogar les posicions de les estrelles amb gran precisió. Tenia accés a les mires telescòpiques que utilitzaven els astrònoms en altres països, però, va optar per utilitzar observacions a simple vista per als seus instruments posicionals. A causa del disseny dels seus instruments i les alidades, així com de la seva pràctica diligent, va aconseguir donar mesures molt precises.
El disseny de Hevelius presentava un punt de pivot amb un cilindre vertical i un penell a l'extrem de l'observador. La paleta tenia dues ranures estretes que estaven espaiades exactament a la mateixa distància que el diàmetre del cilindre (al diagrama, la porció de la paleta entre les ranures s'ha eliminat per a més claredat; les vores esquerra i dret de l'obertura representen les ranures ) . Si l'observador podia veure una estrella en un sol costat del cilindre, tal com es veu a F, l'alineació estava equivocada. Movent amb cura la paleta perquè l'estrella amb prou feines es pogués veure a banda i banda del cilindre ( G ), l'alidada es va alinear amb la posició de l'estrella. Això no es pot utilitzar amb un objecte ubicat molt a prop. Una estrella, en estar tan allunyada que no presenta paral·laxi a simple vista, seria observable com a font puntual simultàniament a banda i banda.

## Alidades modernes

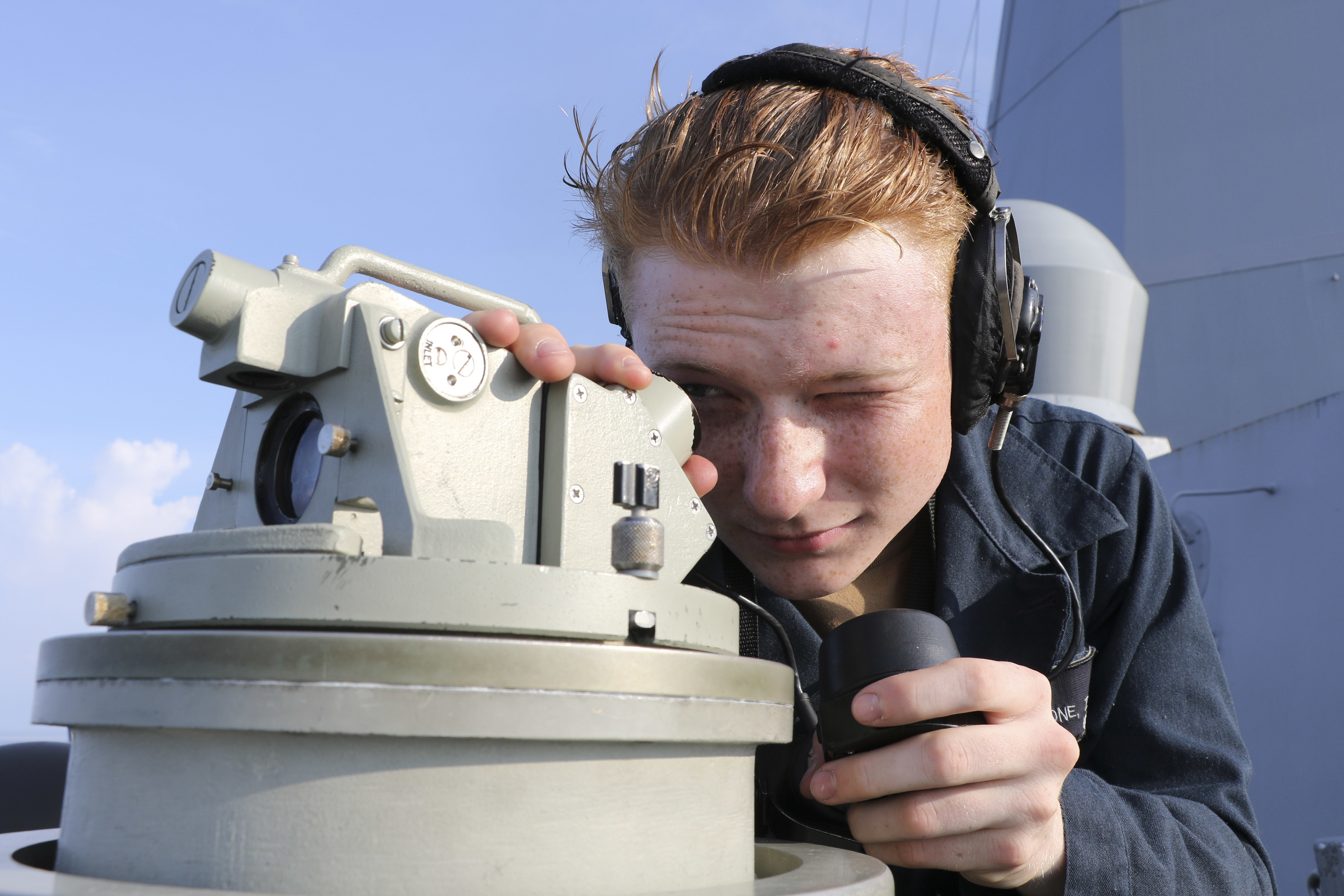
Un mariner de la Marina dels EE. UU. utilitzant una alidada telescòpica.

En els teodolits, es denomina alidada a la part del teodolit que es troba instal·lada sobre els llimbs. És la part que gira sobre l'eix vertical, que porta l'eix horitzontal al voltant del qual el telescopi (o visor, en els primers instruments sense telescopi) gira cap amunt o cap avall. i té dues estructures anomenades muntants que serveixen de suport a l'ullera. En alguns models de teodolits, el nivell tubular es troba a la part central de l'alidada.

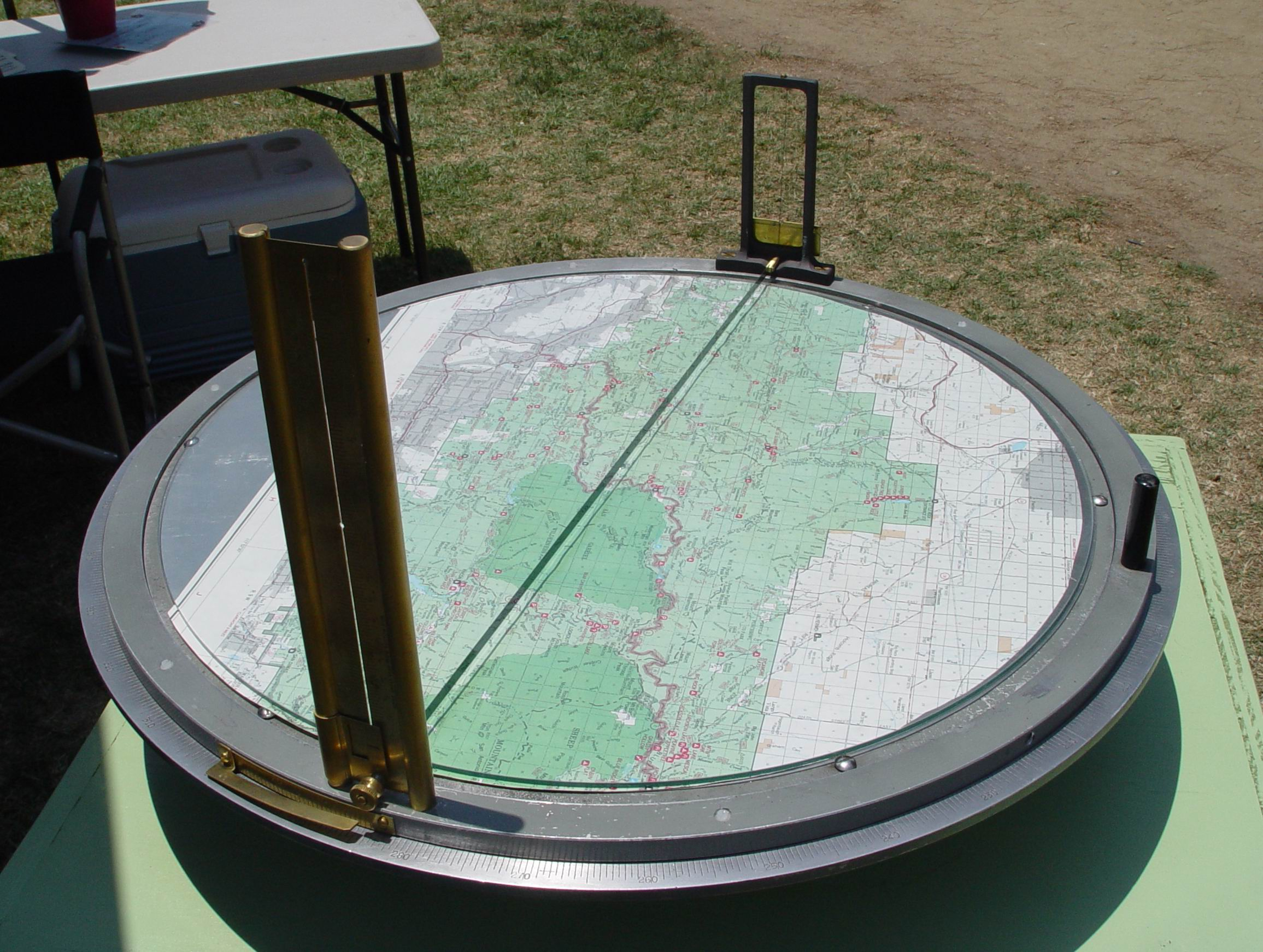
Una taula/alidada Osborne Fire Finder utilitzat en torres de vigilància contra incendis.

En un sextant o octant, l'alidada és el braç giratori que porta un mirall i un índex d'un cercle graduat en un pla vertical. Avui dia se'n diu més comunament "braç índex".
La taula/alidada també s'utilitza des de fa molt de temps en torres de bombers per observar l'orientació en cas d'incendi forestal. Un mapa topogràfic de l'àrea local, amb una escala adequada, s'orienta, se centra i es munta permanentment sobre una taula circular anivellada envoltada per un arc calibrat al nord veritable del mapa i graduat en graus (i fraccions) d'arc. Dos espiells verticals estan disposats un davant de l'altre i es poden girar al llarg de l'arc graduat de la taula horitzontal. Per determinar l'orientació d'un incendi sospitós, l'usuari mira a través de les dues mires i les ajusta fins que estiguin alineades amb la font del fum.

## Parts d'una alidada

### Muntant esquerre
S'hi troba el cercle graduat (o limbe) vertical, fabricat de diferents materials d'acord amb la marca.
Als teodolits electrònics no se sap on és aquest cercle.

### Muntant dret
S'hi troba el cargol de subjecció de l'ullera.

### Ullera
L'ullera és el sistema òptic que permet a l'operador veure a llargues distància, a més de tenir altres additaments que permeten realitzar la taquimetria . En alguns teodolits, l'augment de l'ullera permet veure jalons ubicats a distàncies de l'ordre de 30 km. Les ulleres incorporen internament una retícula destinada a fixar amb precisió el seu gir, apuntant-ho a l'element la ubicació del qual es pretén determinar.